# 蒙维龙
蒙维龙（法語：Montviron，法語發音：[mɔ̃viʁɔ̃]）是法国芒什省的一个旧市镇，属于阿夫朗什区。2016年，蒙维龙与临近的4个市镇合并为新市镇萨尔蒂伊拜博卡日。

## 地理
蒙维龙（48°44'15"N, 1°25'14"W）面积5.91 平方千米，位于法国诺曼底大区芒什省，该省份为法国西北部沿海省份，西、北、东北三面环大西洋，东起顺时针与卡爾瓦多斯省、奧恩省、马耶讷省和伊勒-维莱讷省接壤。
与蒙维龙接壤的市镇（或旧市镇、城区）包括：尚塞、洛利夫、莱尚布尔、勒格里蓬。

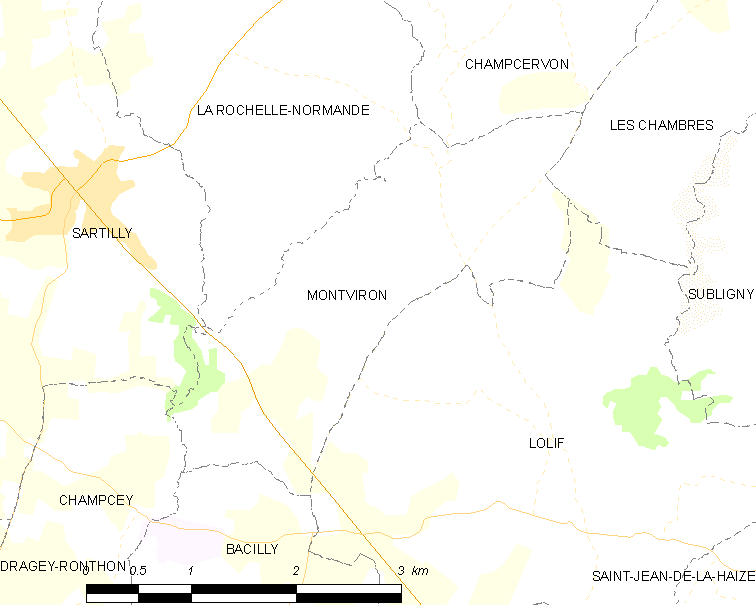
蒙维龙的OSM定位图

蒙维龙的时区为UTC+01:00、UTC+02:00（夏令时）。

## 行政
蒙维龙的邮政编码为50530，INSEE市镇编码为50355。

## 政治
蒙维龙所属的省级选区为阿夫朗什县。

## 人口

1962-2008年间蒙维龙人口变化图示

蒙维龙于2018年1月1日时的人口数量为340人。